# Línea de empujes

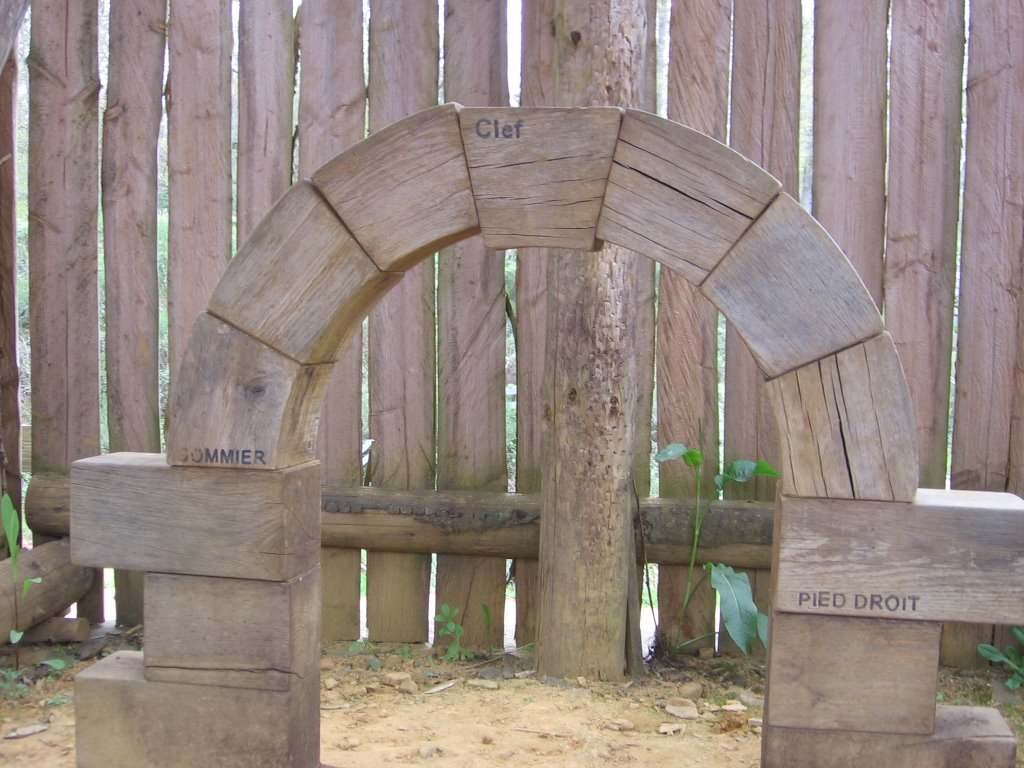
Conjunto de sólidos (dovelas) formando un arco en equilibrio.

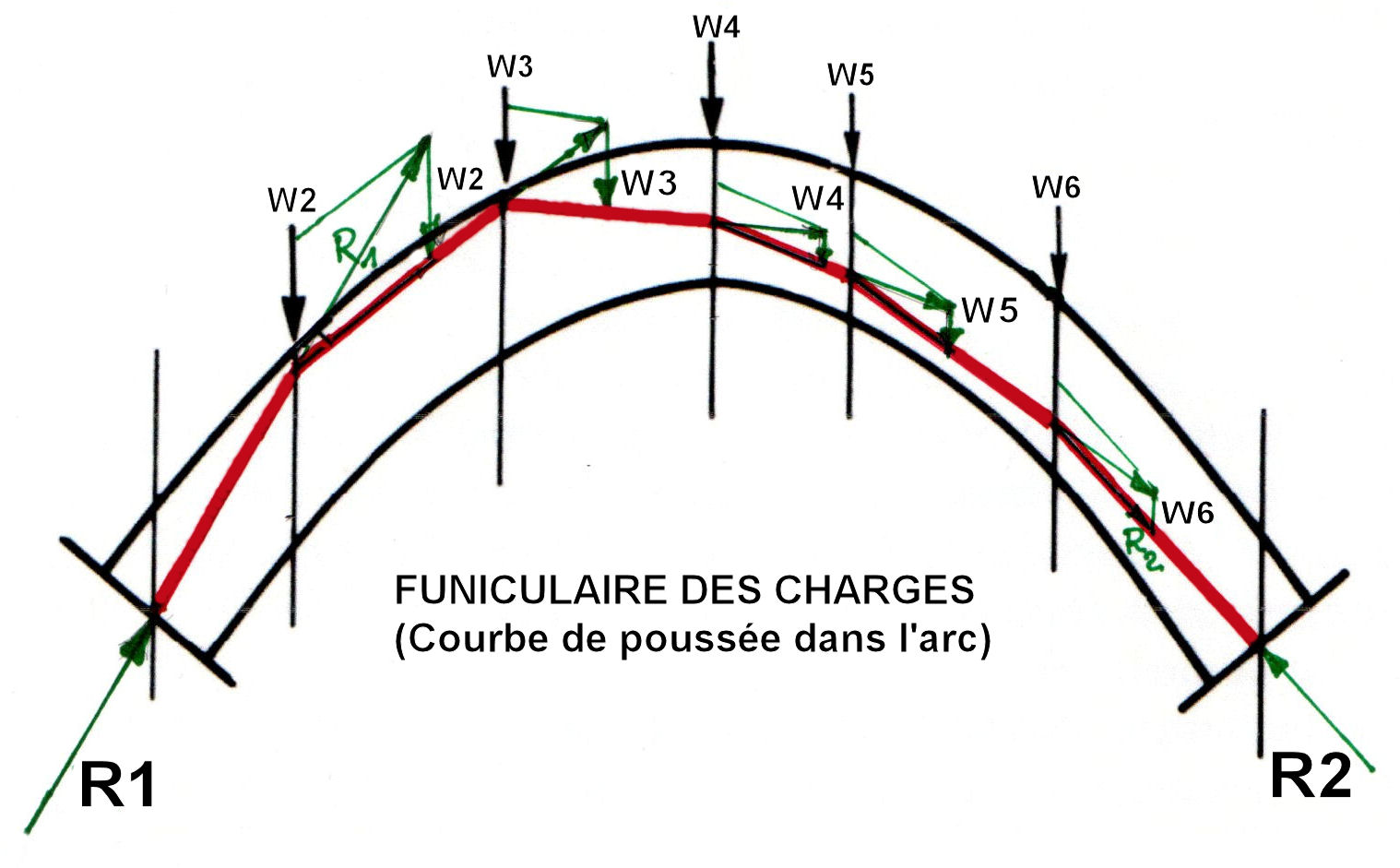
Cargas funiculares en un arco.

La línea de empujes es el lugar geométrico de los centros de empujes de paso de los esfuerzos en los planos de corte en una estructura dada. Esta línea de empujes es en realidad una forma de explicar el equilibrio de un conjunto de estructuras en contacto sometida a un sistema de cargas. En estática gráfica se emplea en las dovelas de los arcos.

## Líneas de empujes en arcos
Una de las primeras aplicaciones de la línea de empujes se realiza en la teoría del arco fundamentada en dovelas. En este caso se toma como planos de corte las juntas entre dovelas, o las juntas de la fábrica. El primero en mostrar este concepto fue H. Moseley en 1835. Demuestra que la forma depende de la geometría, de la estructura de cargas y de la estructura de las juntas. La línea de carga debe estar contenida en el grosor del arco para que resulte estable y no se colapse. Sobre este aspecto de la línea de empuje y del colapso de arcos escribió en 1846 W. H. Barlow una serie de ensayos sobre la estabilidad de estas estructuras. Existen métodos para determinar la línea máxima de empujes como el método de Fuller.